# Freddy Álvarez (Fußballspieler)
Freddy Antonio Álvarez Rodríguez (* 26. April 1995 in Nicoya), auch einfach nur Freddy Álvarez genannt, ist ein costa-ricanischer Fußballspieler.

## Karriere
Das Fußballspielen erlernte Freddy Álvarez in der Jugendmannschaft von Generación Saprissa in San Juan de Tibás. Seinen ersten Vertrag unterschrieb er am 1. Januar 2014 bei CD Saprissa. Der Verein spielte in der ersten Liga, der Liga de Fútbol de Primera División. Einen Monat später wurde er an den ebenfalls in der ersten Liga spielenden CS Uruguay de Coronado ausgeliehen. Für den Verein aus Vázquez de Coronado bestritt er bis Jahresende 27 Erstligaspiele. Im Januar 2015 wurde er für zwei Jahre an den Erstligisten UCR FC ausgeliehen. Für UCR bestritt er 65 Ligaspiele. Das Jahr 2017 stand er in Peru in der Hauptstadt Lima beim Erstligisten Deportivo Municipal unter Vertrag. Für den Hauptstadtverein stand er 37-mal in der ersten Liga auf dem Spielfeld. 2018 kehrte er wieder in seine Heimat zurück. Bis Ende Juni 2021 stand er bei den Erstligisten LD Alajuelense, CS Herediano und ADR Jicaral unter Vertrag. Von Ende Juli 2020 bis Ende Juni 2021 wurde er von Jicaral an den nordmazedonischen Verein KF Shkupi ausgeliehen. Nach der Ausleihe wurde er von dem Verein aus Skopje am 1. Juli 2021 fest unter Vertrag genommen. Am Ende der Saison 2021/22 feierte er mit Shkupi die nordmazedonische Meisterschaft. 2023 wurde er zum Fußballer des Jahres gewählt. Zu Beginn der Saison 2023/24 wechselte er im Sommer 2023 nach Thailand, wo er einen Vertrag beim Erstligisten BG Pathum United FC unterschrieb. Nach der Saison 2023/24, in der er 28 Ligaspiele bestritt, wurde sein Vertrag im Sommer 2024 um ein Jahr verlängert. Am 16. Juni 2024 stand er mit BG im Finale des Thai League Cup. Hier gewann man durch ein Tor von Teerasil Dangda gegen Muangthong United mit 1:0. Nach 48 Ligaspielen wurde sein Vertrag im Sommer 2025 nicht verlängert.

## Erfolge
KF Shkupi
- Nordmazedonischer Meister: 2021/22

BG Pathum United FC
- Thailändischer Ligapokalsieger: 2023/24

## Auszeichnungen
Prva Makedonska Liga
- Nordmazedonischer Fußballer des Jahres: 2023